# Stanley Kubrick: Życie w obrazach
Stanley Kubrick: Życie w obrazach – film dokumentalny o życiu i twórczości  Stanleya Kubricka nakręcony przez jego wieloletniego współpracownika Jana Harlana.
W filmie wystąpili m.in.: Tom Cruise, Nicole Kidman, Keir Dullea, Arthur C. Clarke, Malcolm McDowell, György Ligeti, Matthew Modine, Shelley Duvall.